# Lijst van rijksmonumenten in Sint-Michielsgestel (gemeente)
De gemeente Sint-Michielsgestel telt 112 inschrijvingen in het rijksmonumentenregister. Hieronder een overzicht.

## Berlicum
De plaats Berlicum telt 22 inschrijvingen in het rijksmonumentenregister. Zie Lijst van rijksmonumenten in Berlicum voor een overzicht.

## Den Dungen
De plaats Den Dungen telt 27 inschrijvingen in het rijksmonumentenregister. Zie Lijst van rijksmonumenten in Den Dungen voor een overzicht.

## Gemonde
De plaats Gemonde telt 7 inschrijvingen in het rijksmonumentenregister. Zie Lijst van rijksmonumenten in Gemonde voor een overzicht.

## Middelrode
De plaats Middelrode telt 5 inschrijvingen in het rijksmonumentenregister.
| Object | Oorspronkelijke functie?  | Bouwjaar                                  | Architect | Locatie                   | Coördinaten?                  | Nr.?   | Afbeelding        |
| --- | ------------------------- | ----------------------------------------- | --------- | ------------------------- | ----------------------------- | ------ | ----------------- |
| Huisruïne; in het zuidelijk terreindeel naast de Aa; grotendeels omgrachte ruïne van het 15e-eeuwse huis Seldensate; ook resteren bouwdelen van het huis dat rond 1900 in neo-renaissancestijl op de middeleeuwse kelders gebouwd werd; ook dit gebouw is inmiddels verdwenen; de restanten zijn met rollagen van machinale baksteen afgedekt | Kasteel, buitenplaats     | late middeleeuwen / eerste kwart 20e eeuw |           | Laan van Seldensate 4     | 51° 39' 48" NB, 5° 24' 32" OL | 520116 | Meer afbeeldingen |
| Parkaanleg | Tuin, park en plantsoen   | 19e eeuw                                  |           | Laan van Seldensate bij 4 | 51° 39' 48" NB, 5° 24' 32" OL | 520117 | Upload foto       |
| Poortgebouw | Bijgebouwen kastelen enz. | laatste kwart 15e eeuw                    |           | Laan van Seldensate bij 4 | 51° 39' 48" NB, 5° 24' 32" OL | 520118 | Meer afbeeldingen |
| IJskelder | Tuin, park en plantsoen   | 19e eeuw                                  |           | Laan van Seldensate bij 4 | 51° 39' 48" NB, 5° 24' 32" OL | 520119 | Upload foto       |
| Inrijhek | Tuin, park en plantsoen   | 19e eeuw                                  |           | Laan van Seldensate bij 4 | 51° 39' 48" NB, 5° 24' 32" OL | 520120 | Meer afbeeldingen |

## Sint-Michielsgestel
De plaats Sint-Michielsgestel telt 51 inschrijvingen in het rijksmonumentenregister. Zie Lijst van rijksmonumenten in Sint-Michielsgestel (plaats) voor een overzicht.
's-Hertogenbosch ·
Alphen-Chaam ·
Altena ·
Asten ·
Baarle-Nassau ·
Bergeijk ·
Bergen op Zoom ·
Bernheze ·
Best ·
Bladel ·
Boekel ·
Boxtel ·
Breda ·
Cranendonck ·
Deurne ·
Dongen ·
Drimmelen ·
Eersel ·
Eindhoven ·
Etten-Leur ·
Geertruidenberg ·
Geldrop-Mierlo ·
Gemert-Bakel ·
Gilze en Rijen ·
Goirle ·
Halderberge ·
Heeze-Leende ·
Helmond ·
Heusden ·
Hilvarenbeek ·
Laarbeek ·
Land van Cuijk ·
Loon op Zand ·
Maashorst ·
Meierijstad ·
Moerdijk ·
Nuenen, Gerwen en Nederwetten ·
Oirschot ·
Oisterwijk ·
Oosterhout ·
Oss ·
Reusel-De Mierden ·
Roosendaal ·
Rucphen ·
Sint-Michielsgestel ·
Someren ·
Son en Breugel ·
Steenbergen ·
Tilburg ·
Valkenswaard ·
Veldhoven ·
Vught ·
Waalre ·
Waalwijk ·
Woensdrecht ·
Zundert